# Tomoyuki Hoshino
Pour les articles homonymes, voir Hoshino.
Tomoyuki Hoshino (星野 智幸, Hoshino Tomoyuki, né le 13 juillet 1965) est un écrivain japonais.

## Biographie
Il est né à Los Angeles en 1965 et sa famille retourne au Japon avant qu'il n'ait trois ans. Il fréquente l'université Waseda et travaille pendant une période comme journaliste après l'obtention de son diplôme en 1988. Il passe la plus grande partie des années 1990-5 au Mexique puis rentre au Japon où il travaille pendant un certain temps à la traduction de l'espagnol au japonais. Il publie son premier roman The Last Gasp en 1997, et en est récompensé par le prix Bungei. Il remporte le 13e prix Mishima pour son deuxième roman The Mermaid Sings Wake Up, publié en 2000. Il est ensuite lauréat du prix Noma de littérature du nouvel auteur pour Fantasista en 2003. Ses autres titres comprennent The Poisoned Singles Hot Springs (2002), Naburiai (2003), Lonely Hearts Killer (2004), Alkaloid Lovers (2005), The Worussian-Japanese Tragedy (2006), The Story of Rainbow and Chloe (2006) et le recueil We Kittens (2006). Sa nouvelle Sand Planet est nommée pour le prix Akutagawa en 2002 *.  
Il a publié plusieurs nouvelles et essais, à la fois fiction et non-fiction. Il écrit également des commentaires de clients pour des journaux et des revues sur le sport (notamment le football), l'Amérique Latine, la politique, le nationalisme et les arts.
Il voyage fréquemment et a participé aux caravanes d'écrivains avec des auteurs en provenance de Taïwan, Inde et d'ailleurs.  En 2006, sa critique des remarques d'Ichiro Suzuki au World Baseball Classic a suscité des controverses ainsi que l'ont fait certains de ses écrits relatifs au nationalisme japonais, à l'empereur, à la sexualité, au harcèlement scolaire et à la société japonaise. Toujours en 2006, le magazine littéraire Bungei consacre un numéro spécial à Hoshino et à son œuvre. Il enseigne l'écriture créative à Waseda, son alma mater.  En janvier 2007, il est de nouveau nommé pour le prix Akutagawa, cette fois pour Shokubutsu shindanshitsu*. 
En 2011, Hoshino est lauréat du prix Kenzaburō Ōe pour son roman Ore Ore (2010) qui explore la signification de l'identité dans le monde postmoderne. Le titre tient son nom du pronom japonais à la première personne ore (俺, « je » ou « moi »). Au début du roman, le narrateur se livre à une sorte d'escroquerie connue au Japon comme une ore-ore sagi (俺俺 诈欺, « moi-moi escroquerie ») qui consiste à appeler une personne âgée, à se faire passer pour un parent, et tenter d'amener la personne à l'autre bout de la ligne téléphonique à envoyer de l'argent. Dans le roman, le narrateur se retrouve involontairement entraîné dans la vie de la personne dont il a frauduleusement pris l'identité, en même temps que quelqu'un d'autre assume son identité à lui. Cela commence une réaction en chaîne de vol d'identités qui s'étend jusqu'aux marges de la société, créant un monde de plus en plus surréaliste et dangereux dans lequel personne n'est exactement qui il semble être.

## Source de la traduction
- (en) Cet article est partiellement ou en totalité issu de l’article de Wikipédia en anglais intitulé « Tomoyuki Hoshino » (voir la liste des auteurs).